# آلبرتو جولیاتو
آلبرتو جولیاتو (انگلیسی: Alberto Giuliatto؛ زادهٔ ۱۷ سپتامبر ۱۹۸۳) بازیکن فوتبال اهل ایتالیا است.
از باشگاه‌هایی که در آن بازی کرده‌است می‌توان به باشگاه فوتبال پارما، باشگاه فوتبال ونتزیا، و باشگاه فوتبال لچه اشاره کرد.